# St. Moritz (Halberstadt)

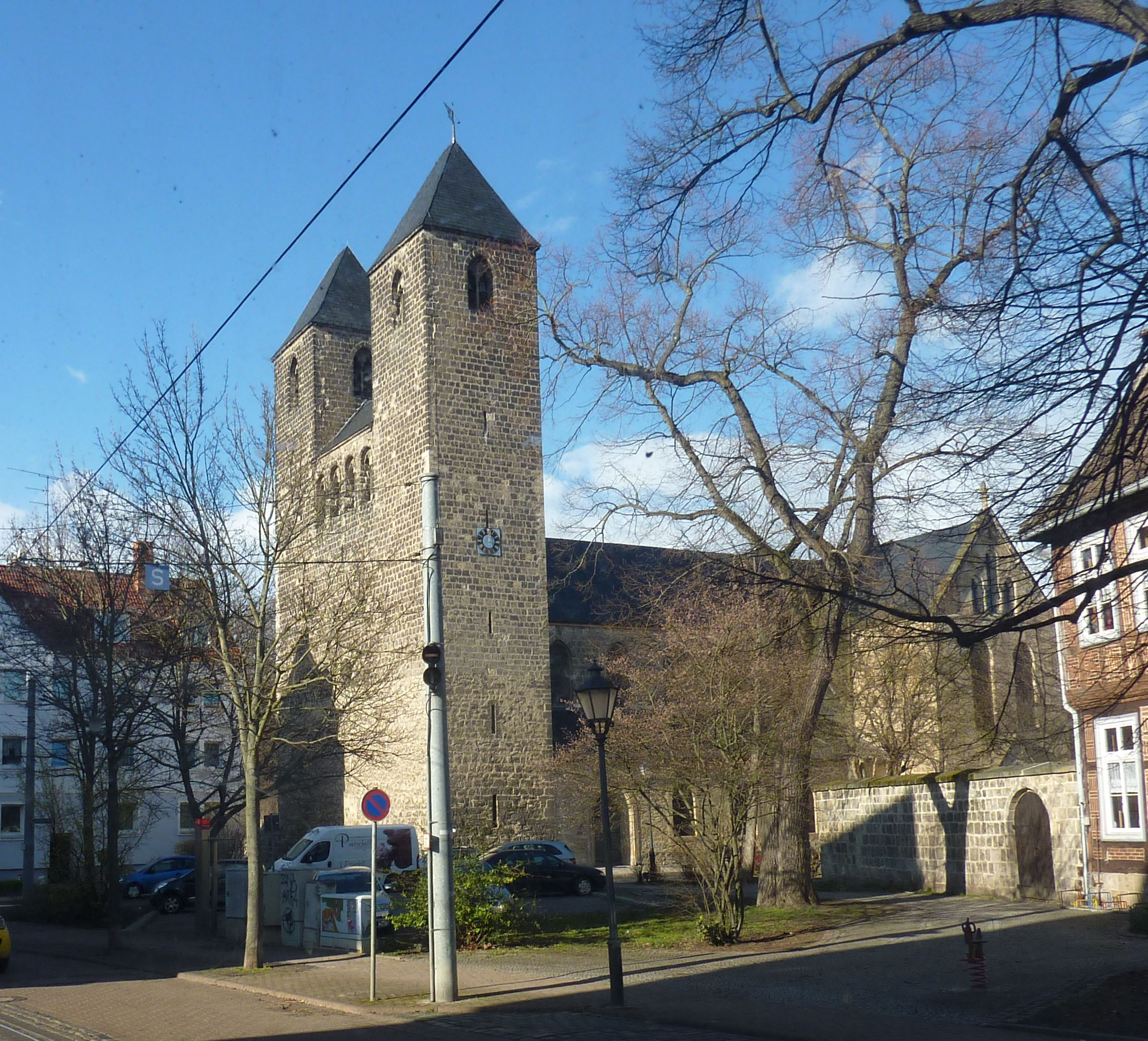
St. Moritz in Halberstadt (2015)

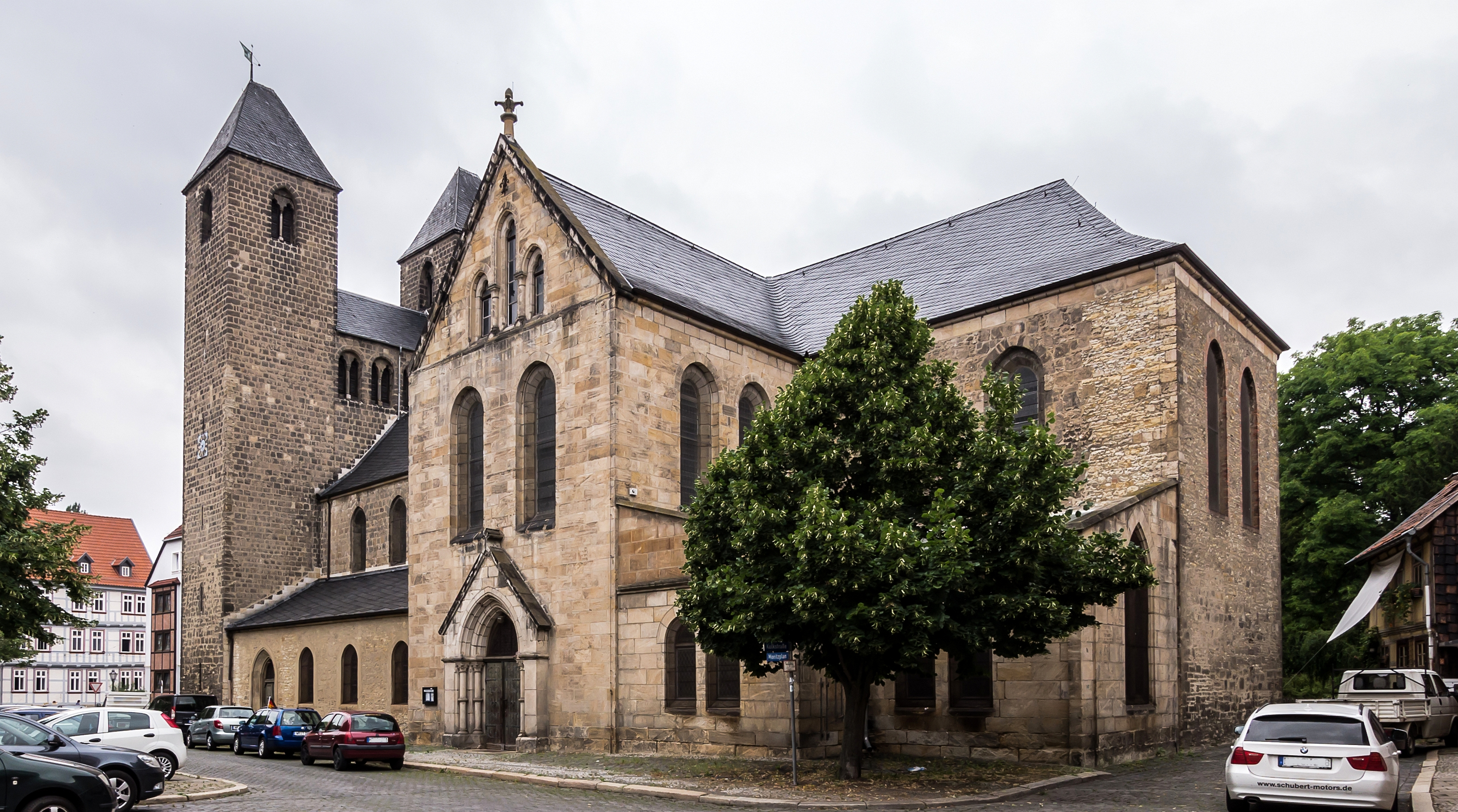
Ansicht von Südost

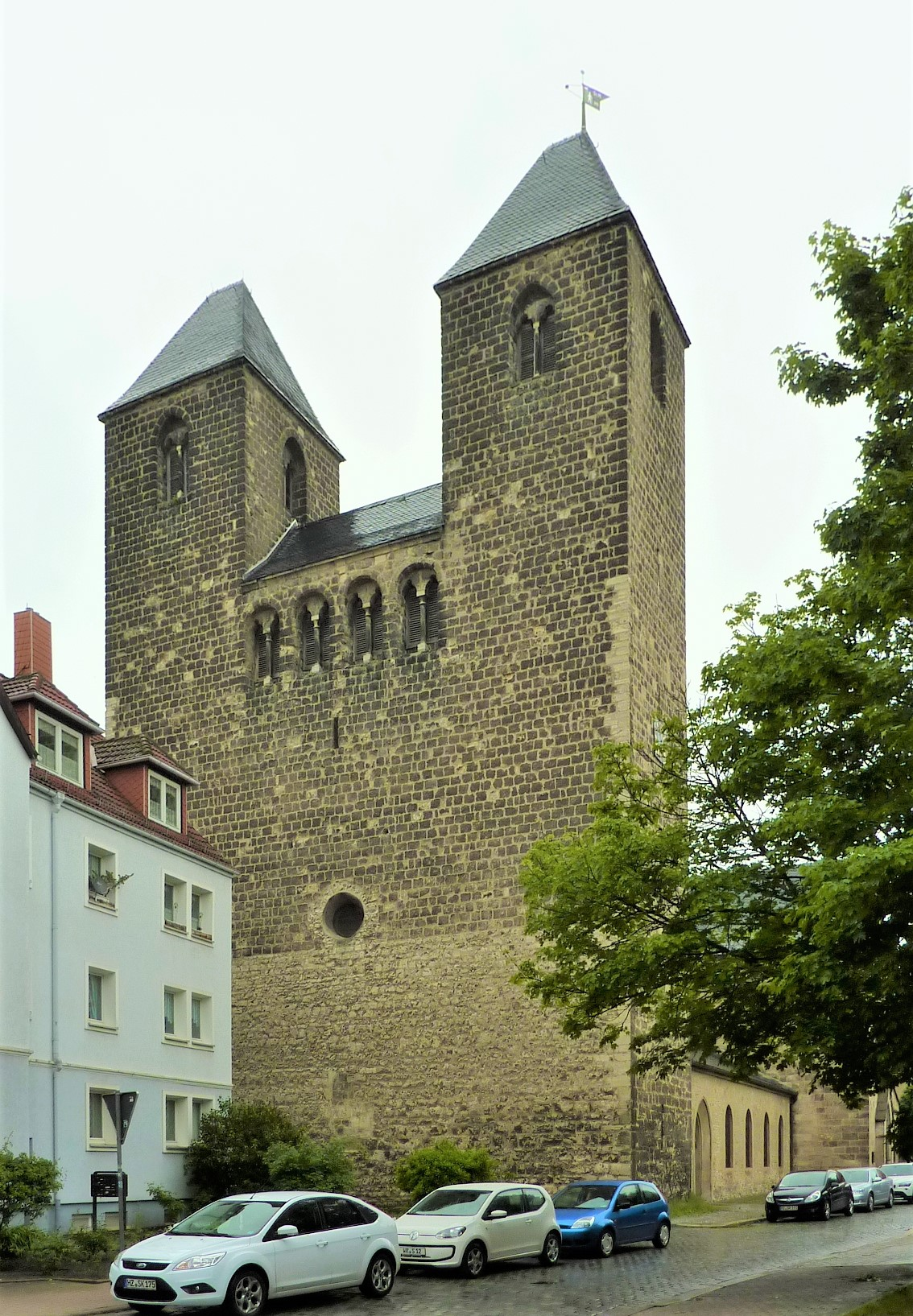
Westansicht

St. Moritz (auch Moritzkirche) ist eine evangelische Kirche in Halberstadt. Sie wird von der evangelischen Kirchengemeinde Halberstadt in der Evangelischen Kirche in Mitteldeutschland genutzt.

## Geschichte
Die Kirche beherbergte das Kollegiatstift SS. Bonifatii et Mauritii. Das Stift entstand zunächst im Jahre 1034 mit dem Patrozinium des heiligen Bonifatius außerhalb der Stadt im Dorf Boßleben. 1237/38 wurde das Stift in die Stadt an die bereits seit vor 1134 bestehende Kirche St. Moritz verlegt. Die Propstei über das Stift lag beim Domkapitel Halberstadt. Als 1540 die Stadt Halberstadt die Reformation annahm, wurde die Kirche über Jahrhunderte als Simultankirche genutzt. Das Kollegiatstift wurde im Jahr 1810 von den Behörden des Königreichs Westphalen aufgehoben; seitdem nutzt nur noch die evangelische Kirchengemeinde die Kirche. Als Domherr und Dechant des Kollegienstifts Bonifacius und Moritz ist der 1786 in den preußischen Adelsstand nobilitierte Philipp von Kahle (1755–1837) noch literarisch überliefert.

## Baugeschichte
Vom romanischen Gründungsbau stammt der Westbau, der in der Art sächsischer Querriegel schmucklos und ohne Zugang ist. Die rundbogigen Arkaden des Mittelschiffs auf schweren Rechteckpfeilern gehören ebenfalls dazu. Im Übrigen wurde das Bauwerk nach 1238 einheitlich neu errichtet als flachgedeckte Basilika mit Querhaus, ausgeschiedener Vierung und längsrechteckigem Chor. In dieser Bauphase wurde ebenfalls ein Kreuzgang angelegt, der jedoch 1810 abgebrochen wurde.
Im 19. Jahrhundert wurden weitere Restaurierungen durchgeführt, bei denen 1843 die drei östliche Chorfenster durch zwei große Öffnungen ersetzt und 1886 das Querschiff neu gebaut wurde. In den Jahren 1975–1982 wurde eine umfangreiche Restaurierung des gesamten Bauwerks, finanziert aus einem Kirchenbauprogramm in der DDR, durchgeführt und die Raumfassung von 1886 in reduzierter Form wiederhergestellt.

## Architektur

### Äußeres
Der Westbau ist im unteren, romanischen Teil durch unregelmäßiges Mauerwerk gekennzeichnet. An der Westfront befindet sich ein Rundfenster, darunter ein zweites, das bei der letzten Restaurierung vermauert wurde. Das hoch gelegene Glockenhaus ist mit vier rundbogigen Blenden nach Westen und nach Osten versehen, die durch Kleeblattbögen über schlanken Säulchen geteilt sind. Die Türme sind außen völlig ungegliedert, nur im freistehenden obersten Geschoss sind Zwillingsarkaden nach allen vier Seiten angeordnet, die hier unter jeweils einer spitzbogigen Blende sitzen. Den Abschluss bilden kurze Pyramidenhelme. Das schlichte Äußere von Chor und Schiff zeigt spitzbogige Obergadenfenster, die südliche Seitenschiffswand wurde später erneuert. 

### Inneres
Das Schiff ist durch gedrungene Proportionen gekennzeichnet, die Arkadenbreite nimmt nach Westen hin zu. Der Innenraum ist durch die rekonstruierte Fassung mit ornamentalen und floralen Mustern oder Friesen auf der flachen Holzbalkendecke und den Wänden geprägt. Im Untergeschoss des Westbaus liegt zwischen den Türmen ein querrechteckiger Raum mit frühgotischem Kreuzgratgewölbe, der ursprünglich in voller Breite durch einen großen, jetzt vermauerten Spitzbogen zum Schiff geöffnet war. Davor ist die große hölzerne Empore mit Orgel angeordnet.

## Ausstattung

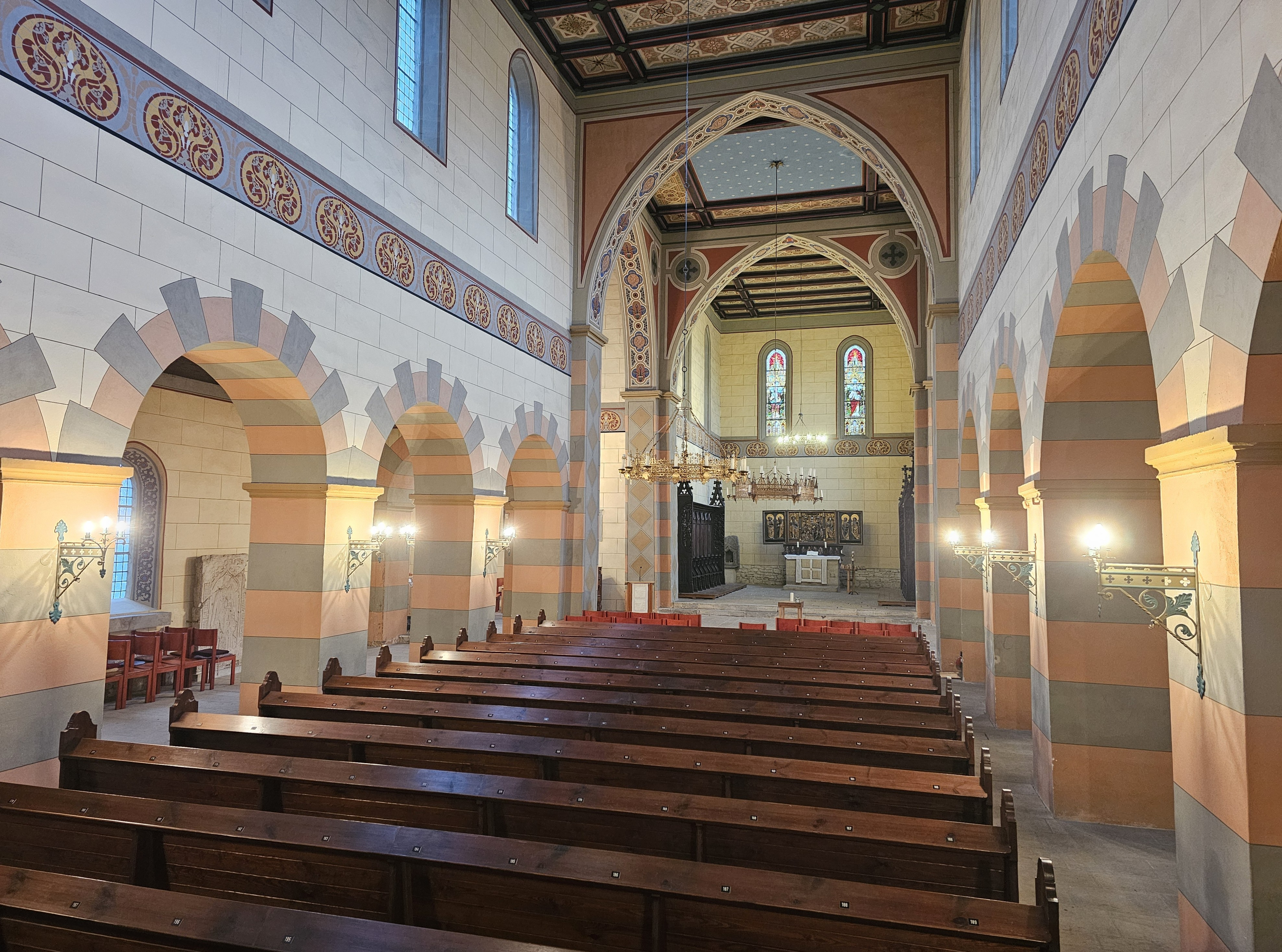
Innenraum

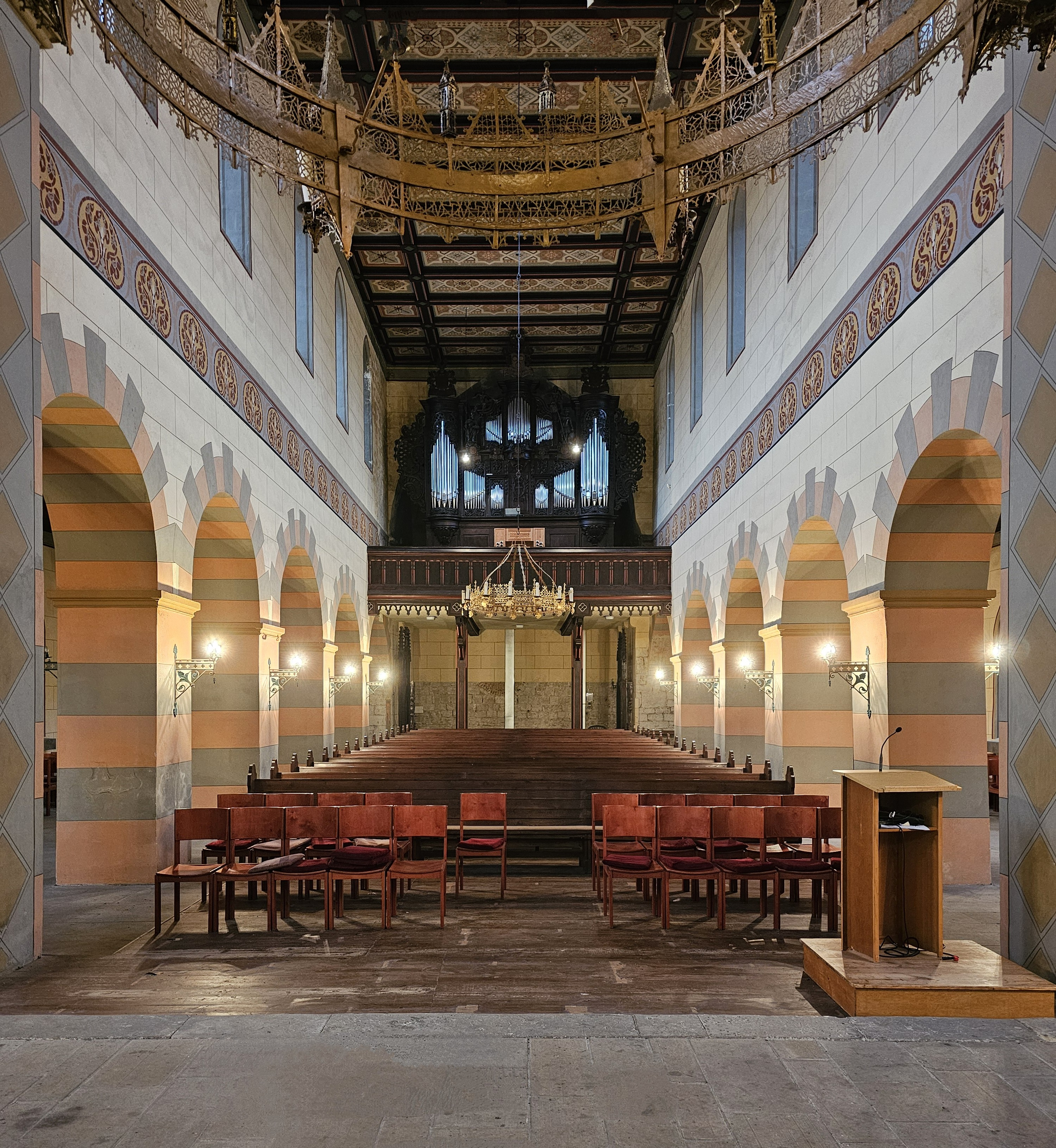
Blick zur Orgel

Auf dem Altar steht ein Retabel aus den Jahren 1515/1520, das aus der Kirche in Kölleda hierher gebracht wurde. Es zeigt eine Kreuzigungsdarstellung zwischen den Figuren beider Johannes, auf den Flügelinnenseiten die Apostel Petrus und Paulus sowie die Heiligen Urban und Wipertus. Die Predella aus der Zeit um 1500 mit den klugen und törichten Jungfrauen stammt aus dem Halberstädter Domschatz. Ein spätgotisches Sakramentshaus stammt aus der Laurentiuskirche in Wehrstedt. Das spätromanische Taufbecken wurde aus der Klosterkirche von Hadmersleben hierher übertragen. 
Im südlichen Querhausarm ist der Mittelschrein eines künstlerisch wertvollen Retabels mit einer figurenreichen Beweinung Christi aus der Zeit um 1480 aus thüringischer Herkunft aufgestellt. Im nördlichen Seitenschiff sind drei barocke Holzskulpturen mit Darstellungen von Elias, Jesus in der Verklärung und Moses aufgestellt.
Das Chorgestühl aus dem dritten Viertel des 15. Jahrhunderts zeigt in den vier geschnitzten Wangen die Heiligen Andreas und Stephanus, einen heiligen Bischof (möglicherweise Bonifatius) und Mauritius übereinander angeordnet, sowie eine Muttergottes und eine Ecce-homo-Darstellung, geschmückt mit durchbrochenem Rankenwerk. Zwei weitere Wangen eines Chorgestühls mit wohlgestalteten pflanzlichen Motiven sind im Mittelschiff aufgestellt.
Im nördlichen Seitenschiff und an der Westwand des südlichen Seitenschiffs sind drei figürliche Grabsteine (Ende des 15. Jahrhunderts, † 1595 und † 1598) aufgestellt. Drei Marmorgrabsteine für Johann Christian Dietrich († 1758), August Friedrich Weste und Ehefrau († 1796 und † 1805) sind weiter zu erwähnen. Außen ist an der Westseite des nördlichen Querhauses ein Grabstein für den Dichter Magnus Gottfried Lichtwer († 1783) gesetzt.
In der Vierung hängt ein gotischer Radleuchter von 1488, der als großer Bronzereifen mit filigranen Maßwerktabernakeln gebildet ist. Ein etwas kleinerer Radleuchter von 1517 hängt im Schiff, ein neugotischer schmiedeeiserner Leuchter im Chor.  Die älteste der vier Glocken von 1281 ist mit Figuren, darunter der heilige Mauritius zu Pferde, verziert. Die übrigen Glocken stammen aus dem 14. Jahrhundert.
Die barocke Orgel wurde 1787 vom Orgelbauer Balthasar Georg Christoph Jesse (1741–1795) aus Halberstadt erbaut. Das Instrument wurde mehrfach verändert und zuletzt 2003 von der Firma Orgelbau Reinhard Hüfken restauriert. Es hat 29 Register auf zwei Manualen und Pedal.